# Weegbreezonnebloem
De weegbreezonnebloem (Doronicum plantagineum) is een vaste plant uit de composietenfamilie (Asteraceae). De plant groeit op licht beschaduwde plaatsen in bossen, bosranden en lanen. In België komt de soort als wilde plant niet voor. In Nederland is ze een stinsenplant.

## Beschrijving
De plant wordt 30-90 cm hoog en vormt lange, vlezige uitlopers met eindknoppen, die voor de vegetatieve vermeerdering zorgen. Op de knopen zitten witachtige haren. De gaafrandige of licht getande, eivormige, 4–8 cm lange en 2,5-6 cm brede rozetbladeren hebben een kortbehaarde, 4–8 cm lange bladsteel en een wigvormige voet. De stengel is onderaan kaal. De hogerop de stengel zittende bladeren zijn 2-4 cm lang en 0,7–2 cm breed. Ze zijn eivormig elliptisch tot ei-lancetvormig.
De weegbreezonnebloem bloeit in mei en juni met gele bloemen, die in een 5–8 cm groot hoofdje zitten. De buitenste, 1,5-2,5 cm lange en 1,3-2 mm brede omwindselbladen hebben een behaarde rand. De binnenste omwindselbladen zijn 1,5–2 cm lang en 1,3-2 mm breed. De onderaan vrijwel kale bloeistengel draagt meestal één hoofdje.
De vrucht is een olijfgroen tot bruin nootje met een wrattig oppervlak. De 2-2,8 mm lange en 1-1,3 mm brede nootjes van de lintbloemen hebben geen pappus. De 2-2,7 mm lange en 1-1,3 mm brede nootjes van de buisbloemen hebben een witte, 3,5-4,5 mm lange pappus.
De weegbreezonnebloem lijkt zeer veel op de hartbladzonnebloem, maar de rozetbladen hebben bij de weegbreezonnebloem een wigvormige voet en bij de hartbladzonnebloem een hartvormige voet. Bij de weegbreezonnebloem zit er verder meestal maar een hoofdje op de bloeistengel en bij de hartbladzonnebloem twee tot zes.
De bloemformule is: K 0, C (5), A (5), G 2. Het aantal chromosomen is 2n = 120.

## Verspreiding en bescherming
De plant komt van nature voor in het westelijk mediterraan gebied en in Zuidwest-Europa tot in Noordwest-Frankrijk, en is van daaruit verder naar het noorden ingeburgerd.
In Nederland is de weegbreezonnebloem een stinzenplant, die in de zeventiende eeuw geïntroduceerd werd. De plant staat op de Nederlandse Rode lijst van planten als zeldzaam en stabiel of toegenomen.

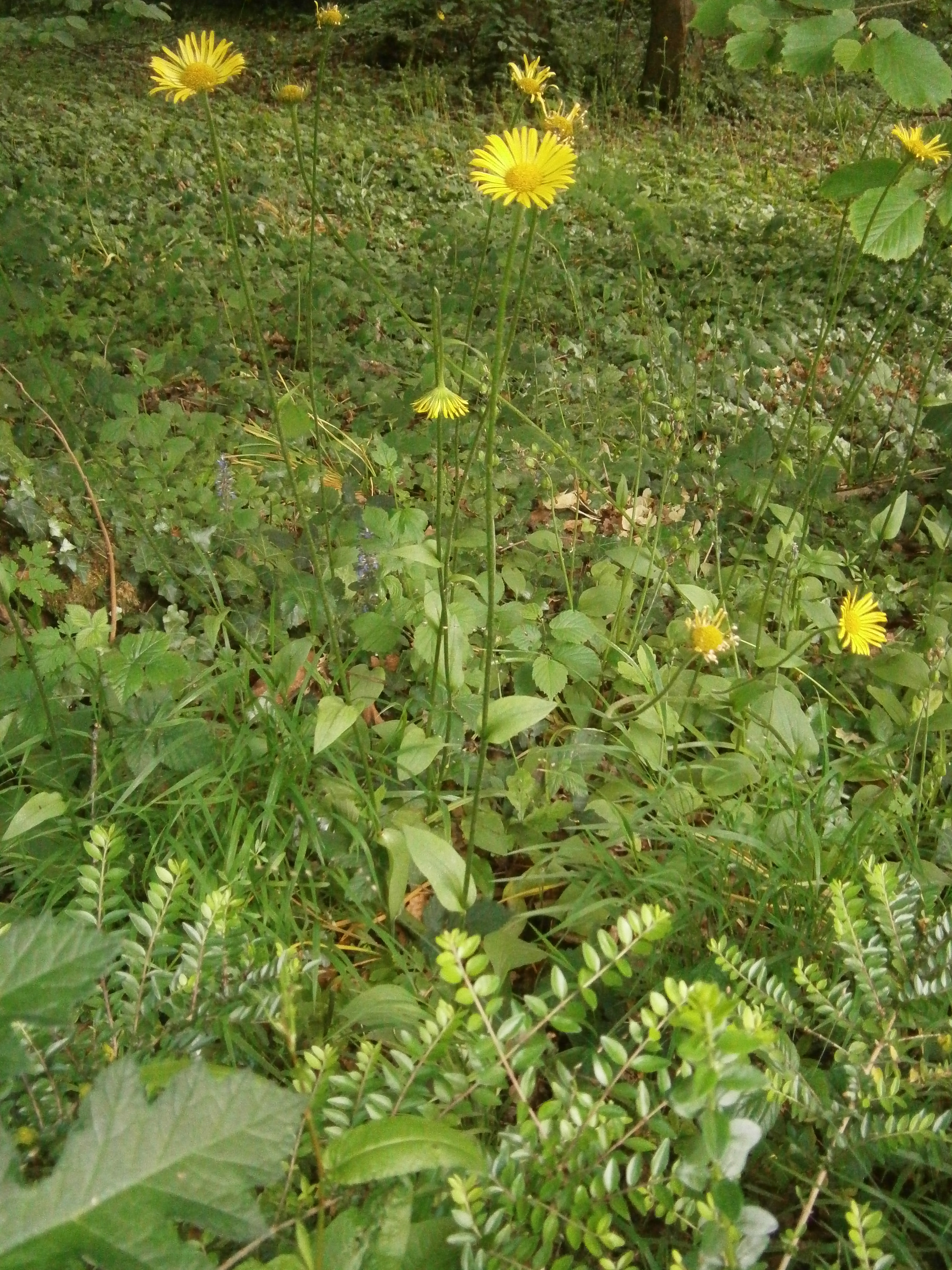
Wilde planten in Noordwest-Frankrijk
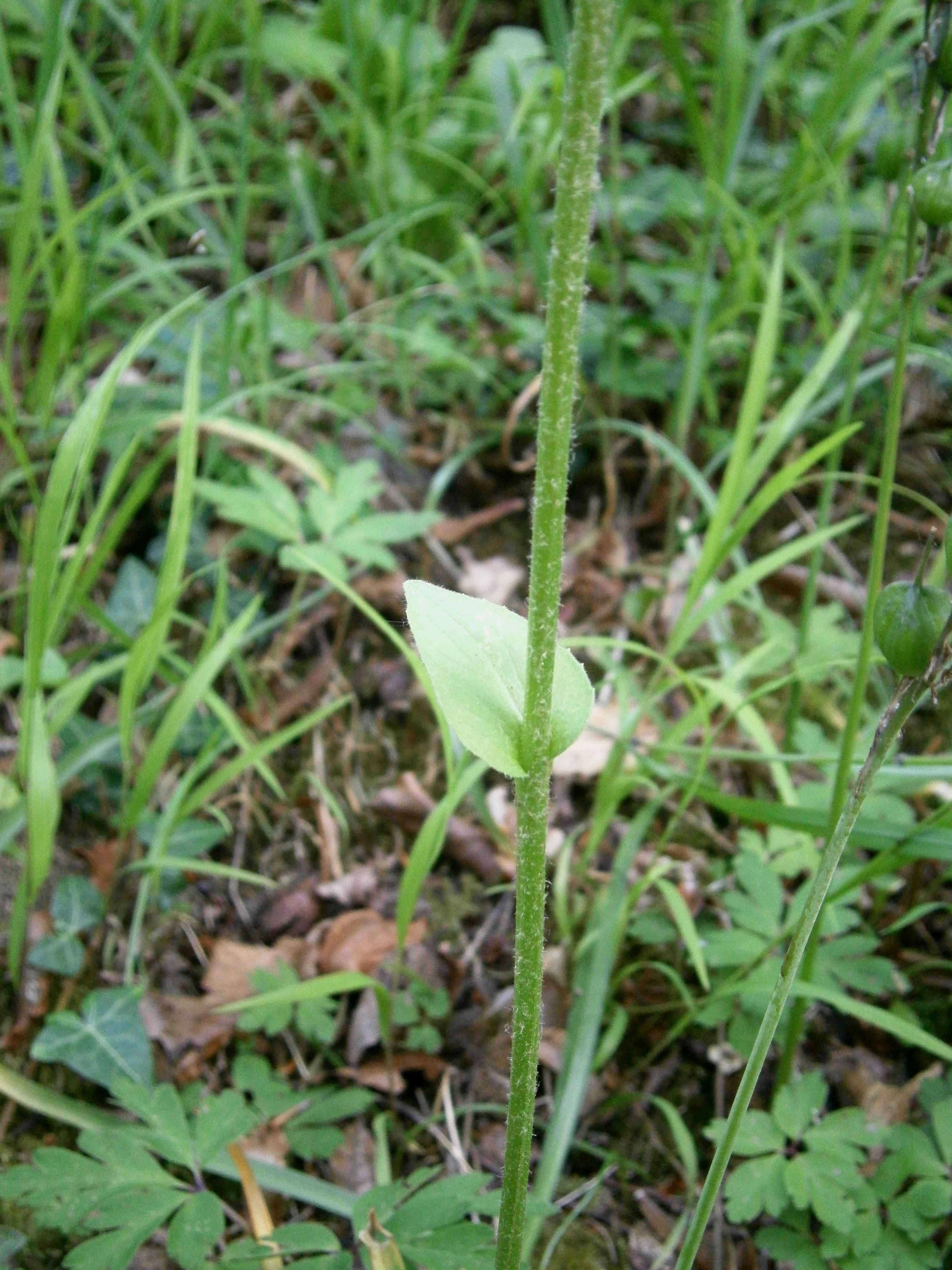
Stengelblad
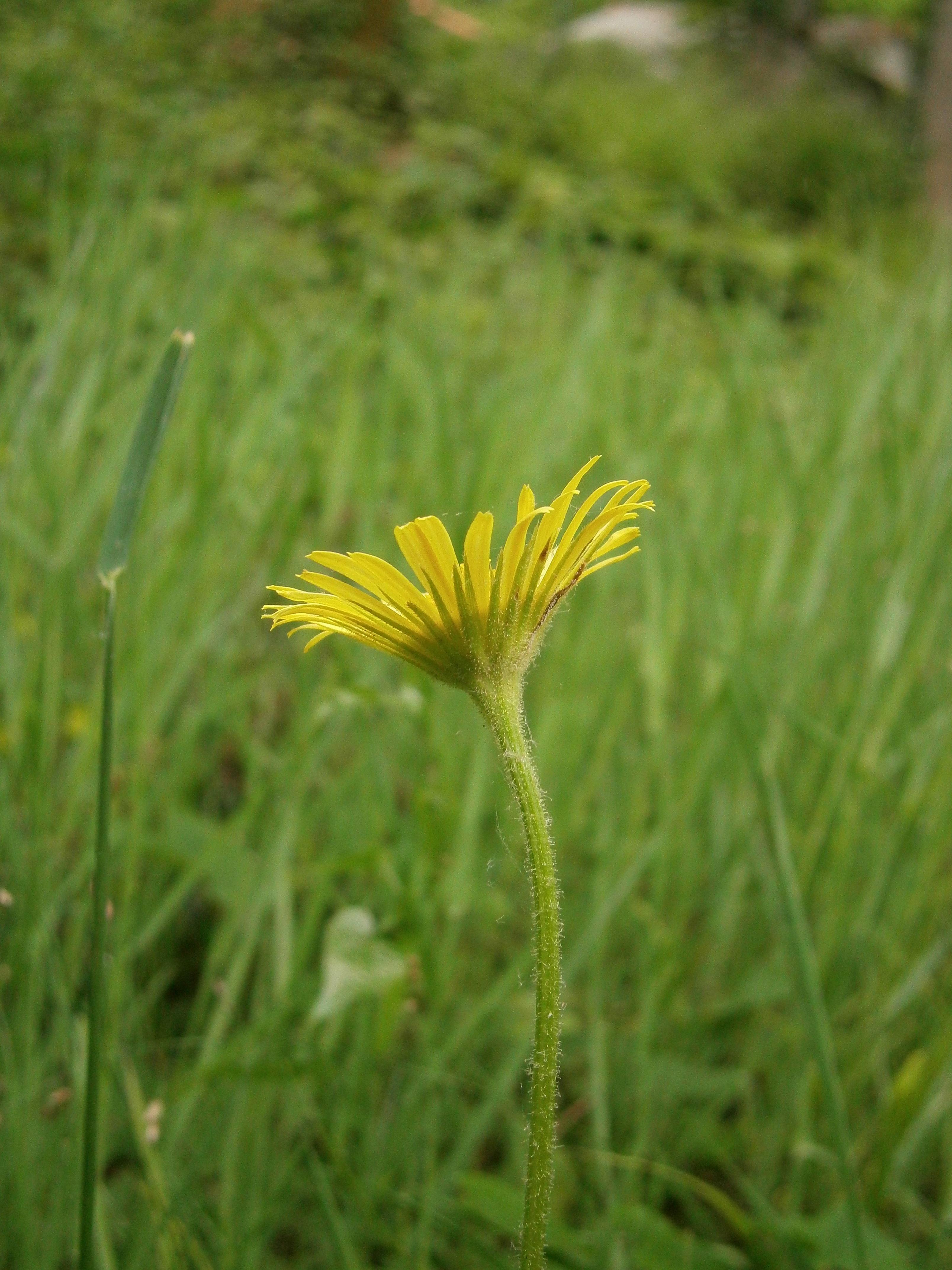
Zijaanzicht van een bloemhoofdje
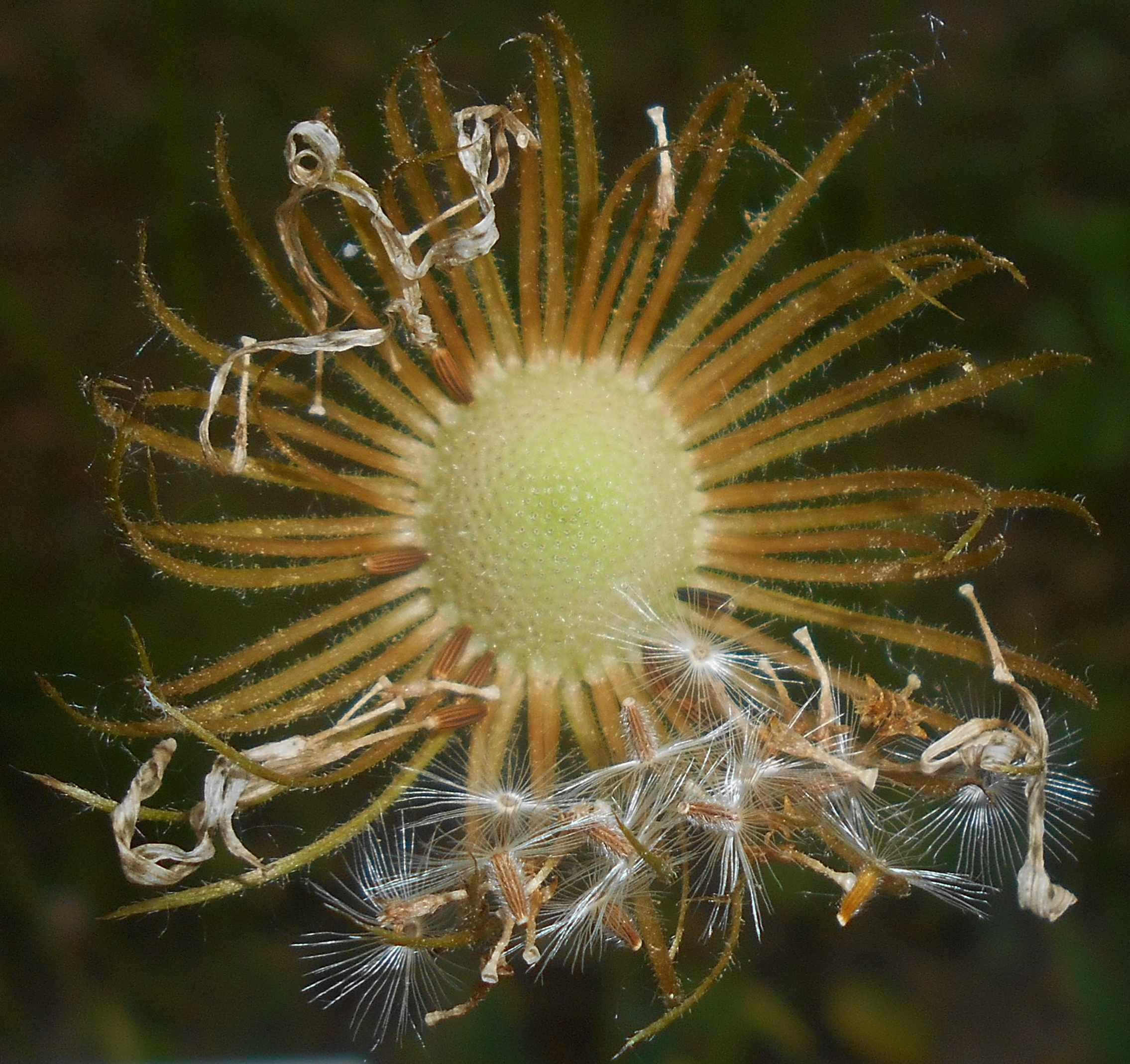
Vruchten

Cultivars van de weegbreezonnebloem, als Doronicum ×willdenowii, een hybride Doronicum pardalianches × Doronicum plantagineum of zelfs van complexer origine (D. austriacum Jacq. × D. ×excelsum (N.E. Brown) Stace), worden in siertuinen aangeplant en kunnen verwilderen.